# Works For Percurssion
Works For Percussion es el segundo álbum del grupo danés Safri Duo. Contiene covers de piezas de una  gran variedad de compositores contemporáneos utilizando percusión.

## Listado de canciones
| N.º | Título                                       | Duración |  |
| 1.  | «Toccata for vibraphone & marimba»           | 9:55     |  |
| 2.  | «Fireplay, for percussion & electronics»     | 10:30    |  |
| 3.  | «Echo Zone l - lll (zone I - resonances)»    | 5:46     |  |
| 4.  | «Echo Zone l - lll (zone II - repercussion)» | 7:00     |  |
| 5.  | «Echo Zone l - lll (zone III - Reminder)»    | 1:45     |  |
| 6.  | «CaDance 4 2»                                | 10:49    |  |
| 7.  | «Marimba Spiritual II»                       | 16:39    |  |

## Personal
- Safri Duo - Percusiones
- Peter Hanke - Productor, Editor
- Paulette Hutchinson - Traductor de Notas de Línea
- Steven John - Dirección de arte
- Anders Koppel - Anotador de Líneas, Productor
- Minoru Miki - Anotador de Líneas
- Per Nørgård - Anotador de Líneas
- Lars Palsig - Ingeniero de Edición
- Andy Pape - Anotador de Líneas
- Sabine Schildknecht - Traductor de Notas de Línea
- Jaquetta Sergeant - Diseño de Portada
- Allan Titmuss - Fotografía

- Datos: Q2885692